# Corregimiento de Osorno
La Provincia de Osorno o Corregimiento de Osorno fue una división territorial de la Capitanía General de Chile, territorio perteneciente al Imperio español.
La antigua provincia o corregimiento de Osorno fue creada debido a la fundación de la Villa de San Mateo de Osorno (actual ciudad de Osorno) en 1557; este corregimiento existió solamente hasta el año 1602: en 1598, los mapuches se levantan y se produce el Desastre de Curalaba, cuyo resultado fue la destrucción o abandono de las ciudades al sur del Río Biobío, incluyendo la villa de San Mateo de Osorno. 
Debido a estos hechos, el territorio del corregimiento de Osorno, que había sido de la jurisdicción de Osorno, pertenecía a partir de esa fecha y hasta la refundación de la ciudad de Osorno (en 1796), a las gobernaciones de Valdivia y de Chiloé, teniendo el río Bueno como límite divisorio.
Con la refundación de la villa de San Mateo de Osorno, el territorio de este antiguo corregimiento pasa a anexarse a la Intendencia de Concepción, separándose del Gobierno de Chiloé. Posteriormente pasaría a ser el Gobierno de Osorno, y también el Partido de Osorno.

## Corregidor
El primer escribano público y de Cabildo don Francisco de Tapia y el primer párroco posiblemente fue don Fray Antonio Rondón y Sarmiento. 
| Período | Corregidor                            |
| ------- | ------------------------------------- |
| 1558    | Alonso Ortiz Gutiérres de Cervantes   |
| 1560    | Diego Nieto Ortiz de Gaete y González |
| 1582    | Francisco Alonso Ortiz de Atenas      |

## Alcaldes ordinarios
| Período | Alcalde                               |
| ------- | ------------------------------------- |
| 1560    | Diego Nieto Ortiz de Gaete y González |
| -       | Francisco de Santiesteban             |

## Diputado
| Período | Diputado             |
| ------- | -------------------- |
| -       | Pedro Olmos de Ayala |